# Muggenorchis
Muggenorchis (Gymnadenia) is een geslacht van een dertigtal terrestrische soorten van de orchideeënfamilie (Orchidaceae). Negentien ervan komen in Europa voor, waarvan drie in België en Nederland.

## Etymologie
De naam Gymnadenia is gevormd uit de Oudgriekse woorden γυμνός, gumnos = naakt, en ἀδήν, adēn = klier, en betekent zoveel als "naakte klieren". Het verwijst naar de afwezigheid van een vliesje rond de pollinia of stuifmeelkorrels.

## Kenmerken
De muggenorchissen zijn alle terrestrische, overblijvende kruiden die overwinteren met twee ondergrondse, gedeelde knollen. Daaruit ontstaat in het voorjaar een bloeistengel met verspreid staande bladeren.
De bladeren onderaan zijn lancetvormig en steeds ongevlekt, naar boven toe kleiner wordend tot schubben.
De bloeiwijze is meestal een dichte cilindrische aar met tientallen tot meer dan honderd bloemen, wit over roze tot lichtpaars. Bovenaan vormen de bloemdekbladen van de buitenste krans samen met de twee bovenste van de binnenste krans een kapje. De lip is breed drielobbig. Er is steeds een spoor.

## Verspreiding en voorkomen
Muggenorchissen komen voor in West- en Midden-Europa tot in Midden-Azië, voornamelijk in alpiene gebieden op kalkrijke gronden. Ze verkiezen kalkgraslanden en stenige plaatsen in de volle zon of onder licht struikgewas.

## Taxonomie
Gymnadenia omvat tegenwoordig ook de soorten die voorheen in het geslacht Nigritella werden geplaatst, de vanilleorchissen. Ook het geslacht Pseudorchis, met de witte muggenorchis, wordt op basis van recente studies soms binnen dit geslacht gebracht.
In België en Nederland zijn drie soorten inheems: de grote muggenorchis (Gymnadenia conopsea), dichte muggenorchis (Gymnadenia densiflora) en welriekende muggenorchis (Gymnadenia odoratissima).

### Lijst van soorten
- Sectie Gymnadeniae
  - Gymnadenia albida (L.) Rich. (= Pseudorchis albida)
  - Gymnadenia borealis (Druce) R.M.Bateman, Pridgeon & M.W.Chase
  - Gymnadenia conopsea (L.) R.Br.
  - Gymnadenia densiflora (Wahlenb.) A.Dietr.
  - Gymnadenia frivaldii Hampe ex Griesebach
  - Gymnadenia odoratissima (L.) Rich.
  - Gymnadenia pyrenaica Philippe
  - Gymnadenia straminea (Fernald) P.Delforge (= Pseudorchis straminea)

- Sectie Nigritellae
  - Gymnadenia archiducis-joannis (Teppner & E. Klein) Teppner & E. Klein
  - Gymnadenia austriaca (Teppner & E.Klein) P.Delforge
  - Gymnadenia bicornis C.Z.Tang & K.Y.Lang (Tibet).
  - Gymnadenia buschmanniae (Teppner & E. Klein) Teppner & E. Klein
  - Gymnadenia carpatica (Zapalowicz) Teppner & E. Klein
  - Gymnadenia cenisia (G. & W. Foelsche & M.& O. Gerbaud) G. & W. Foelsche & M. & O. Gerbaud
  - Gymnadenia corneliana (Beauverd) Teppner & E. Klein
  - Gymnadenia crassinervis Finet. (China)
  - Gymnadenia dolomitensis Teppner & E. Klein
  - Gymnadenia emeiensis K.Y.Lang (China))
  - Gymnadenia gabasiana (Teppner & E. Klein) Teppner & E. Klein
  - Gymnadenia lithopolitanica (V. Ravnik) Teppner & E. Klein
  - Gymnadenia microgymnadenia (Kraenzl.) Schlechter (China)
  - Gymnadenia neottioides A.Rich. & Galeotti (Mexico)
  - Gymnadenia nigra (L.) Rchb.f.
  - Gymnadenia orchidis Lindl. (Himalaya tot China)
  - Gymnadenia propinqua A.Rich. & Galeotti (Mexico)
  - Gymnadenia rhellicani (Teppner & E. Klein) Teppner & E. Klein
  - Gymnadenia rubra Wettstein
  - Gymnadenia runei (Teppner & E. Klein) Ericsson
  - Gymnadenia stiriaca (K. Rechinger) Teppner & E. Klein
  - Gymnadenia taquetii Schltr. (Korea)
  - Gymnadenia widderi (Teppner & E. Klein) Teppner & E. Klein

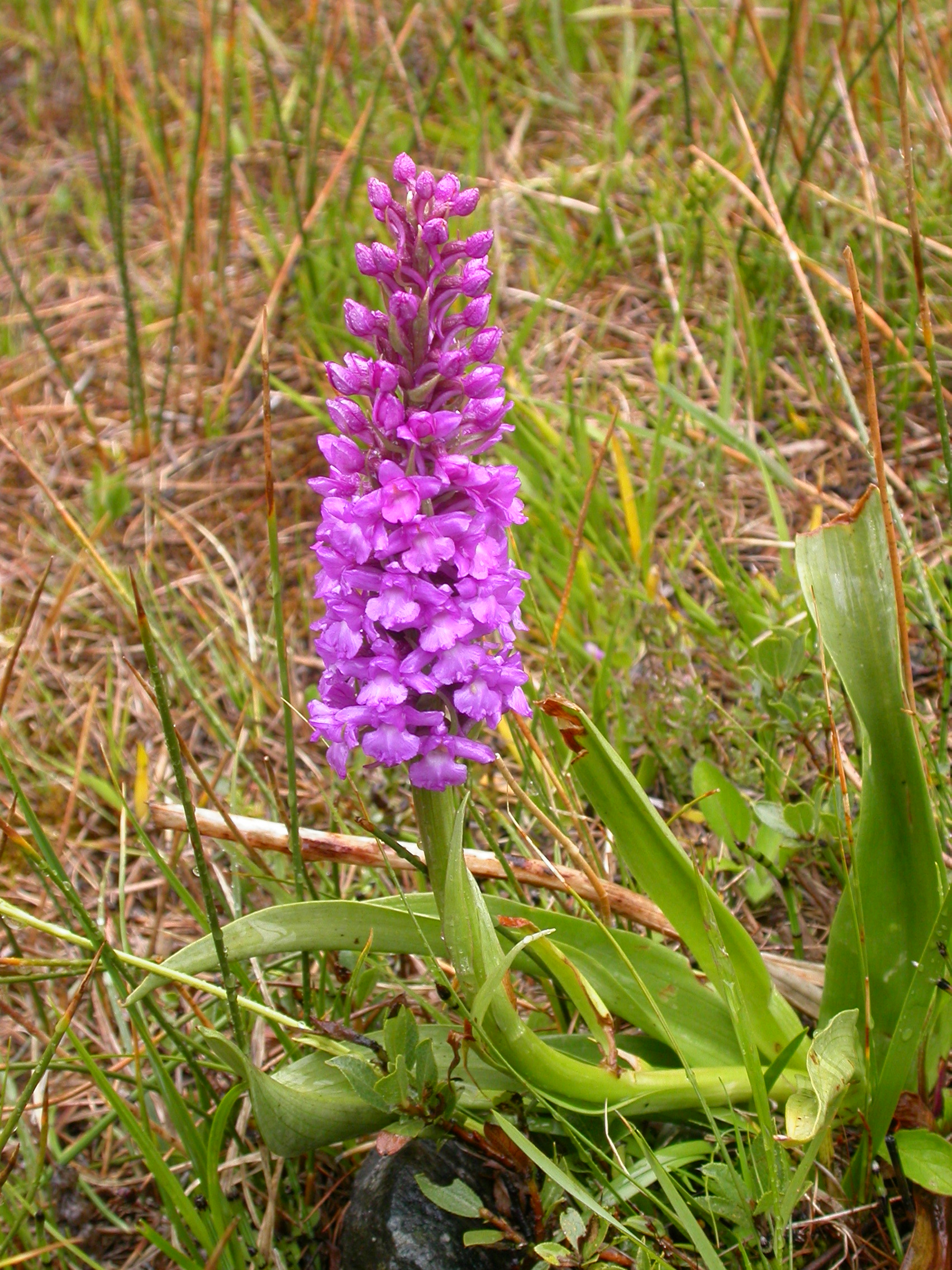
Grote muggenorchis
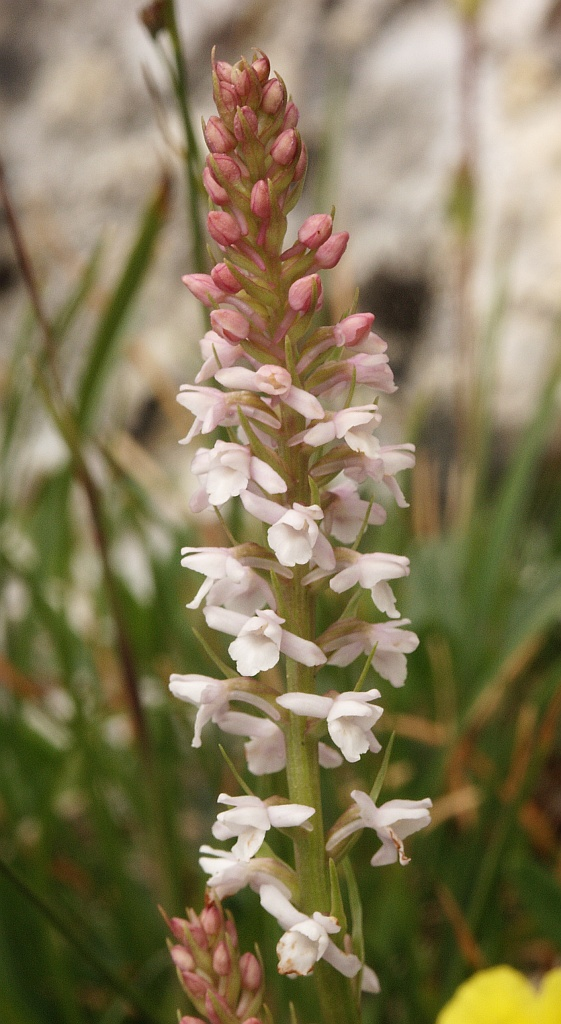
Welriekende muggenorchis
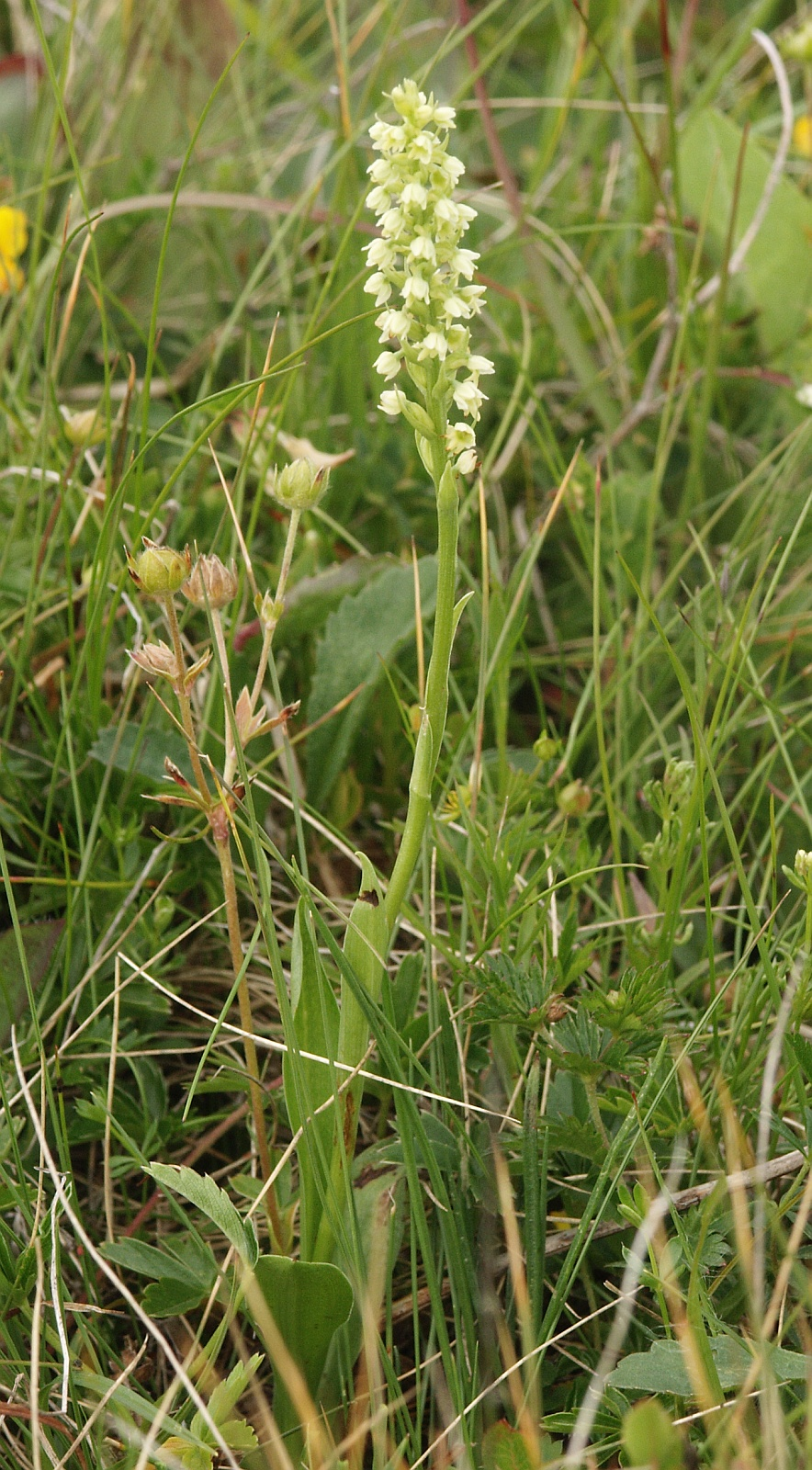
Witte muggenorchis
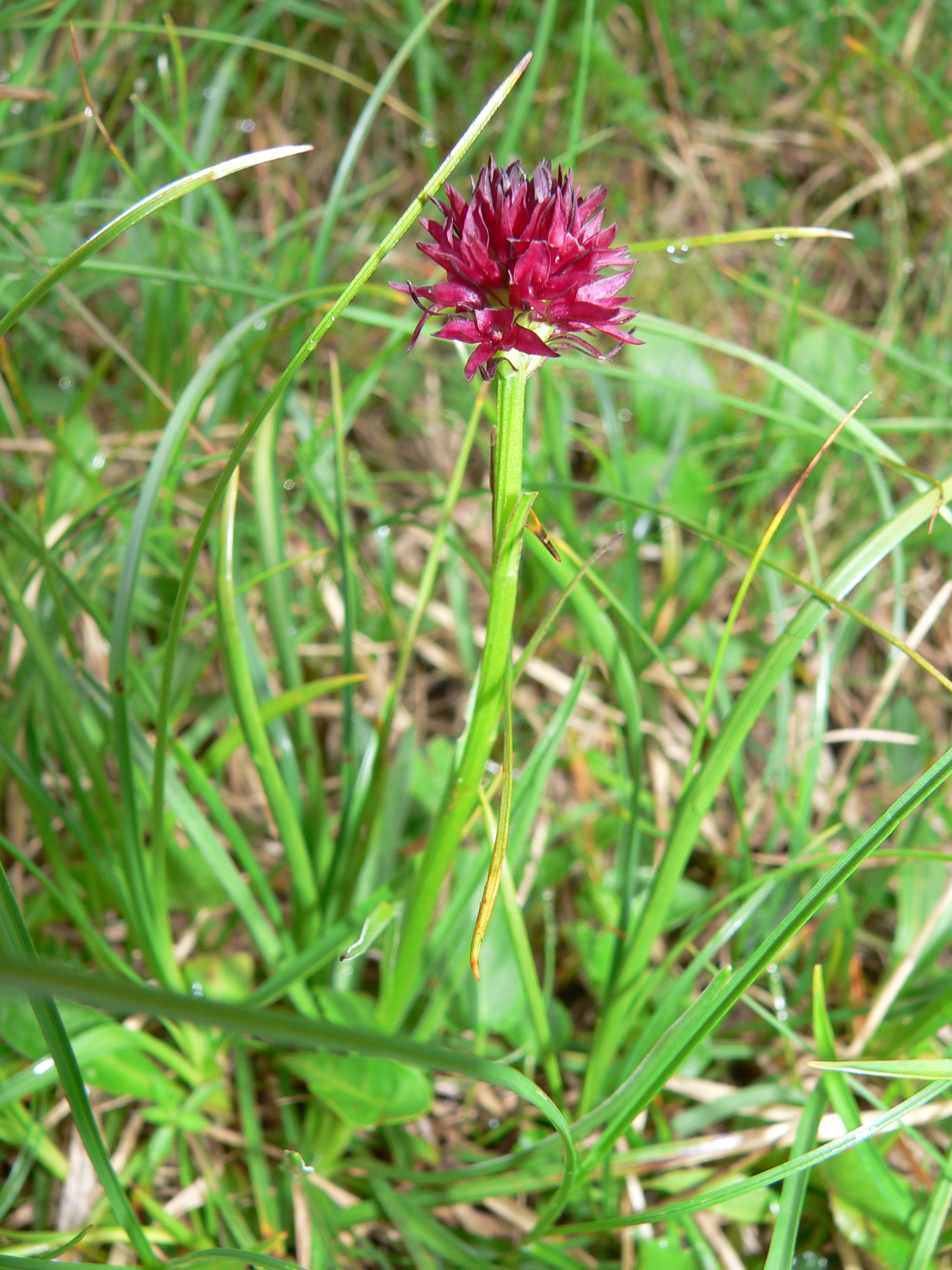
Gymnadenia austriaca
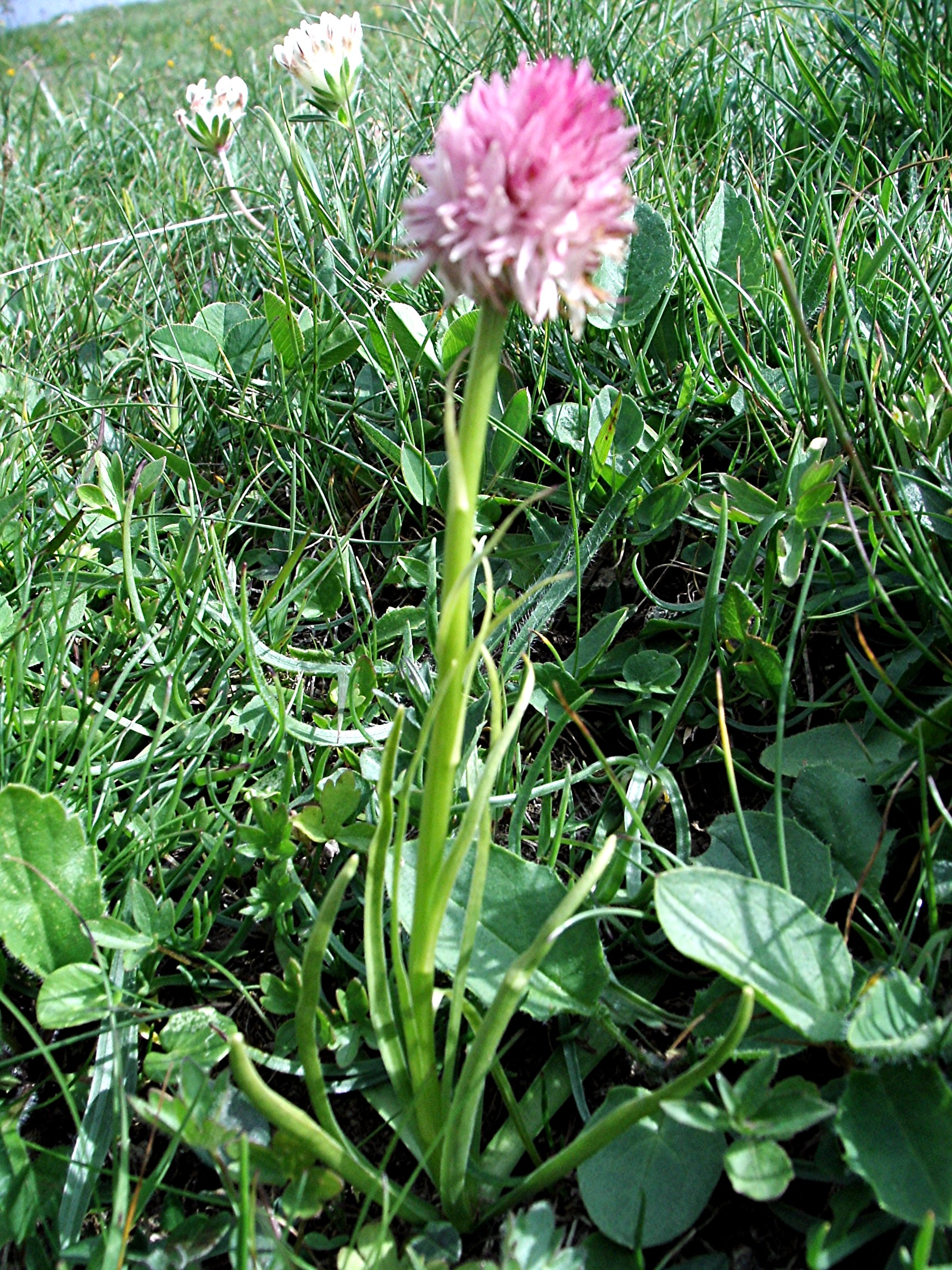
Gymnadenia corneliana
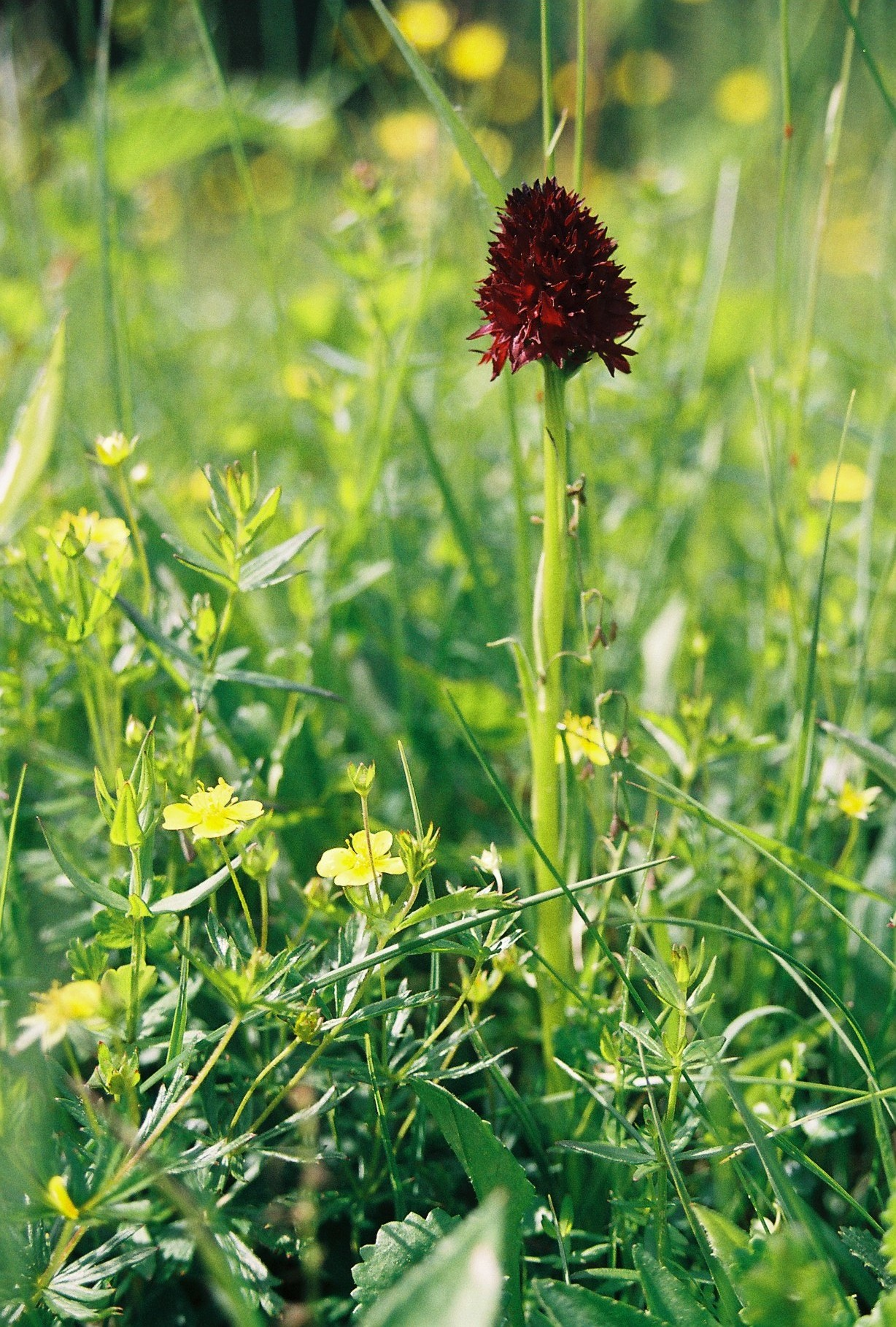
Gymnadenia nigra
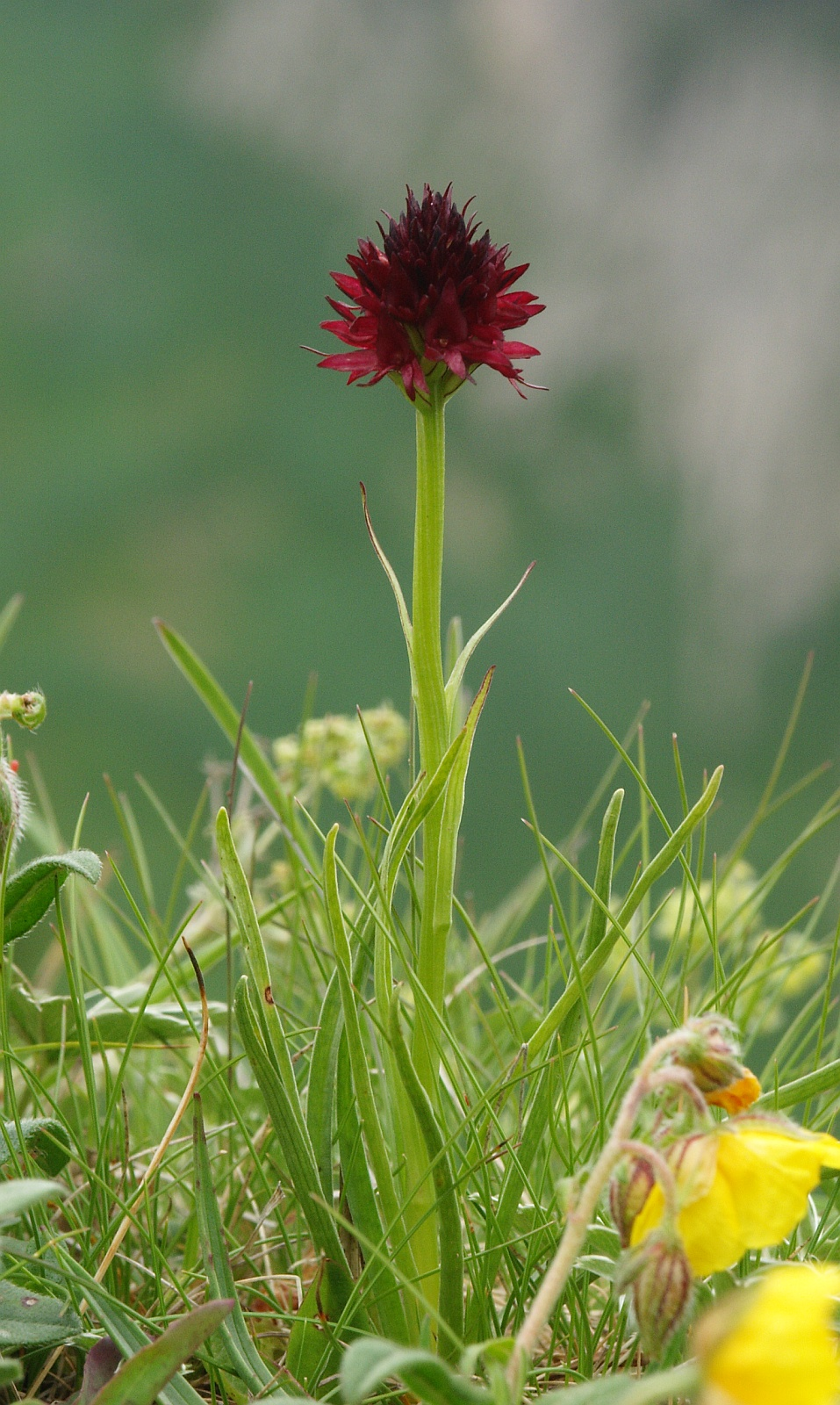
Gymnadenia rhellicani

Sectie: Gymnadeniae

G. borealis · 
G. conopsea (Grote muggenorchis) · 
G. densiflora (Dichte muggenorchis)· 
G. frivaldii · 
G. odoratissima (Welriekende muggenorchis) · 
G. pyrenaica · 
G. straminea

Sectie: Nigritellae

G. archiducis-joannis · 
G. austriaca · 
G. bicornis · 
G. buschmanniae · 
G. carpatica · 
G. cenisia · 
G. corneliana (Roze vanillieorchis) · 
G. crassinervis · 
G. dolomitensis · 
G. emeiensis · 
G. gabasiana · 
G. lithopoliticana · 
G. microgymnadenia · 
G. neottioides · 
G. nigra (Zwarte vanilleorchis) · 
G. orchidis · 
G. propinqua · 
G. rhellicani · 
G. rubra · 
G. runei · 
G. stiriaca · 
G. taquetii · 
G. widderi